# Menenches nona
Menenches nona är en insektsart som beskrevs av Ronald Gordon Fennah 1962. Menenches nona ingår i släktet Menenches och familjen Dictyopharidae. Inga underarter finns listade i Catalogue of Life.